# Dan Millman
Dan Millman (22 februari 1946) is een Amerikaans auteur van zelfhulpboeken voor persoonlijkheidsontwikkeling, gebaseerd op een niet-confessionele spiritualiteit.  
Millman studeerde in de jaren ’60 aan de University of California in Berkeley en behaalde veel successen als gymnast in de universitaire sportprogramma’s die aan de Amerikaanse universiteiten een prominente plaats innemen. Zo werd hij in 1964 winnaar op het eerste Wereldkampioenschappen trampolinespringen in Londen en was hij mede-kapitein van het gymnastiekteam van de University of California toen die in 1968 kampioen werd in de NCAA-gymnastiekcompetitie voor mannen. Later was hij trainer van sportteams aan Stanford, docent lichamelijke opvoeding aan het Oberlin College en gaf cursussen in krijgskunsten.

## De weg van de vreedzame krijger (1980)
Zijn eerste werk, Way of the Peaceful Warrior (Nl. vert.: De weg van de vreedzame krijger), verscheen in 1980 en is een aanhoudend kassucces. Het werk zet Millmans filosofie uiteen aan de hand van een deels autobiografisch verhaal gebaseerd op Millmans eigen spirituele ontwikkeling. Ervaringen die hij bij verschillende van zijn mentoren opgedaan had, worden in één personage geprojecteerd dat hij "Socrates" noemt. Het tweede hoofdpersonage is de leerling Dan. Het verhaal speelt zich grotendeels af in een benzinestation waar Socrates in de avond en nacht werkt. De vertelstijl is die van populaire fictie.
De levenswijze en ontwikkeling die Millman voorstelt in het boek bevatten een reeks elementen die deel uitmaken van de meeste klassieke tradities, zoals meditatie, aandacht voor voedsel en lichaamsconditie, het gevecht tegen innerlijke obstakels, de noodzaak een radicale ommekeer te maken, onthechting van de dagelijkse wereld waarvan de vreugdes en beslommeringen oppervlakkig zijn en veel energie vergen, de nadruk op oefening en het besef van de lange opdracht. De eindtoestand wordt beschreven als verlichting. Ook de vorm van de presentatie, waarin geregeld wonderen of wonderlijke gebeurtenissen optreden die de ervaringen begeleiden of als katalysator werken, stemt tot op zekere hoogte overeen met traditionele religieuze teksten die een spirituele ontwikkeling of ommekeer verhalen.  
Daar waar het het doel van de ontwikkeling betreft, wijkt Millmans opvatting sterk af van de spiritualiteit in traditionele religies. De uitzuivering die de spirituele ontwikkeling bewerkstelligt, leidt bij Millman tot volledig inzicht in de eigen innerlijke talenten en diepgewortelde verlangens (die als van nature goed en harmonisch beschouwd worden) en zorgen in de eindfase voor een optimale en volstrekt autonome sturing van de eigen wilskracht. Het doel is met andere woorden niet de aanschouwing van of de onderwerping aan een godsfiguur, aanvaarding van een lotsbestemming, Lebensbejahung, innerlijke vrede e.d., maar het aanboren van een dieperliggend en individueel potentieel in elke mens en het ontwikkelen van een soort vechtlust om de eigen diepste wensen te kennen en te verwezenlijken (vandaar de benaming “krijger” voor diegene in het verlichte stadium). Dit doel maakt dat Millman vaak geassocieerd wordt met de Amerikaanse Human Potential Movement.  
Kenmerken als het streven naar een leven van inzicht, blijgezinde zielsrust en het uitwerken van uitgezuiverde, hogere verlangens in complete autonomie zijn al te vinden in de Griekse filosofie, in het bijzonder bij Epicurus.

## Latere werken
Latere werken van Millman gaan vaak verder op de thema’s en het verhaal van De weg van de vreedzame krijger, bijvoorbeeld  Sacred Journey of the Peaceful Warrior (1991, een vervolg op het eerste boek), The life you were born to live (1993; Nl. vert.: Leven waarvoor je geboren bent), Everyday Enlightenment: The Twelve Gateways to Personal Growth (1999; Nl. vert.: De twaalf poorten naar de ziel: uw persoonlijk kompas naar innerlijke groei), The Journeys of Socrates (2005; Nl. vert.: De reizen van Socrates, een verhaal dat aan het eerste boek voorafgaat). 